# Sint-Hilariuskerk (Boutersem)
De Sint-Hilariuskerk is een kerkgebouw in Boutersem in de Belgische provincie Vlaams-Brabant. De kerk is gelegen aan een plein aan de Dorpsstraat met rond de kerk een ommuurd kerkhof.
Het gebouw bestaat uit een ingebouwde westtoren, een schip met vier traveeën en een driezijdig gesloten koor met één travee. De ongelede toren heeft aan iedere zijde een rondboogvormig galmgat en wordt gedekt door een ingesnoerde naaldspits. In de westgevel bevinden zich drie rondboogvensters en rechthoekige portaal heeft een fronton. Het schip en het koor hebben beiden rondboogvensters, geen steunberen, maar wel hoekblokken. Tegen de oostgevel is de sacristie aan gebouwd.
De kerk is de parochiekerk van het dorp en is gewijd aan Sint-Hilarius, de patroonheilige van Boutersem.

## Geschiedenis
In 1843 werd de kerk gebouwd naar het ontwerp van A. van Arenbergh.